# Uretritis
La uretritis és la inflamació, aguda o crònica, de la uretra, el conducte pel qual hom elimina l'orina del cos. Sovint és d'etiologia gonocòccica i produïda per transmissió venèria, però també pot ser causada pel bacteri clamídia. Cadascun dels corpuscles blanquinosos, llargs i prims, que hi ha a l'orina dels malalts afectats d'uretritis s'anomena filament uretral. La uretritis crònica es veu amb freqüència en casos de blennorrea, una malaltia genitourinària derivada de la infecció pel coc Neisseria gonorrhoeae.
A banda dels serovars uropatogènics clamidials, les principals uretritis no gonocòcciques es deuen a Ureaplasma urealyticum i U. parvum, Haemophilus vaginalis, Mycoplasma genitalium, Mycoplasma hominis, Gardnerella vaginalis, Acinetobacter lwoffi, A. calcoclaceticus i a determinades soques d'E. coli o d'altres enterobacteris.
No sempre la uretritis té un origen bacterià, ja que diversos virus poden provocar-la. Ocasionalment, és conseqüència d'una infecció pel paràsit Entamoeba histolytica.
Forma part de les manifestacions clàssiques de la síndrome de Reiter.
La uretritis idiopàtica és una patologia, per regla general autolimitada, que afecta a nens d'entre 5 i 15 anys i que provoca uretrorràgia, disúria i hematúria. Un petit percentatge d'ells, però, segueix simptomàtic durant anys i pot desenvolupar una estenosi uretral.
La uretritis necrotitzant és una rara entitat clínica que ha estat descrita en casos de granulomatosi de Wegener i infeccions per Aerococcus urinae o Candida glabrata.

## Altres malalties causades per clamídies
La clamídia pot causar altres infeccions, com per exemple infecció genital per clamídia, limfogranuloma veneri, psitacosi, tracoma, uretritis i afeccions al bestiar.